# آندانیا
آندانیا (یونانی: Ανδανία) یک شهرداری سابق در مسنیا، استان پلوپونز، یونان است.

## اسرار آندانیا
یک فرقه اسرارآمیز یونان باستان، که شاید به افتخار الهه زمین دمتر و دخترش پرسفونه در شهر آندانیا درمسنیا برگزار می‌شد. این فرقه در دوره تسلط اسپارت‌ها در اواخر قرن پنجم و اوایل قرن چهارم قبل از میلاد از بین رفت.